# Lunar Knights
Lunar Knights, originalmente conocido en Japón como Boktai: Django & Sabata (ボクらの太陽 Django&Sabata Bokura no Taiyō Jango to Sabata?) es un videojuego para la Nintendo DS. Lunar Knights es el último juego de la serie Boktai realizado por Kojima Productions, anunciados en el E3 2006. Última entrega de Boktai en tener español en la entrega europea y única en tener español en la entrega norteamericana.
El juego fue reformado para eliminar la necesidad de utilizar el sensor solar en tiempo real, debido a problemas del jugador y sobrecalentamientos excesivos, pero todavía conserva la funcionalidad si inserta cualquiera de los cartuchos de Game Boy Advance Boktai.
Debido a que ciertas funciones son exclusivas de Japón, los personajes fueron renombrados fuera de dicho país.

## Vista general
Nota: los jugadores pueden renombrar a los personajes jugables.
Lunar Knights gira en torno a dos personajes: Lucian y Aaron. Lucian (Sabata en Boktai DS) es un cazavampiros, usando diversas armas oscuras cuerpo a cuerpo. También está imbuida con el poder de las tinieblas, y puede cambiar en un vampiro después de que se acumula el Trance (abreviado a TRC en el juego) por medio de fusión con su Terrenal, Nero, que le permite absorber la vida de sus enemigos, una mecánica que debutó en Boktai 2 como Django el Negro. Nero se basa en el gato del mismo nombre en Boktai 2, que fue rescatado por Sabata muchas veces. 
Aaron (Django en Boktai DS) es un aprendiz de tirador certero el cual utiliza una amplia variedad de armas. Algunas de estas incluyen el Knight, el cual utiliza un disparo de carga similar a la Gun del Sol; el Ninja, un arma de doble pistola; el Bomber que explota a un radio determinado, y la Witch, que es un lanzamisiles rastreador. A diferencia de Lucian, Aaron posee el poder solar y puede transformarse temporalmente en un avatar del Sol cuando se lo requiera, fusionándose con su Terrenal Toasty (Otenko en Boktai DS y en versiones de juegos originales), adquiriendo una apariencia similar al Sol Django de Boktai 3 (lanzado sólo en Japón).
El jugador aumenta el niveles de los dos personajes al matar enemigos, y sus armas pueden ser actualizados con diversas partes, lo que permite más capacidad para ser utilizado con esa arma. 
El objetivo final de Lunar Knights es destruir una serie de enemigos jefes vampiros, en el que la misión fundamental es derrotar a cada uno de ellos en sus respectivos calabozos, ya sea aprovechando su debilidad o elemental utilizando Trance a establecer rápidamente los residuos. Una vez que esto se logra, el jefe es lanzado al espacio mediante el Caza móvil, Laplace; el jugador luego entrar en un mini-juego que consta de 3 partes. El Caza móvil es controlado en tercera persona con el lápiz. Al mover el lápiz, Laplace se mueve, y tocando la pantalla dispara láser. Después de estos 3 sectores han terminado, hay un corto segmento de vídeo en el que el  jefe derrotado se purifica con la intensa radiación solar en la estratosfera, que ha sido posible por el satélite Interestelar de girasol. 
A medida que más jefes son derrotados, el jugador es capaz de acceder a diferentes elementos a través de terrennials. Hay 4 diferentes terrennials dispone además de Nero (Oscuridad) y Toasty (Sol): Ursula (Fuego), Tove (Tierra), Alexander (Nube), y Ezra (Hielo). Con cada adquirido terrennial llega un clima diferente para el jugador de manipular. Esto se puede hacer por ir a la Mansión de Sheridan y la selección de 'Cambio Climático' para cambiar el valor por defecto del tiempo. Algunas partes de calabozos, que a menudo obtiene los nuevos elementos y armas, son inaccesibles a menos que el jugador cambia el clima. Objetos especiales caros son lanzados por los enemigos u obstáculos bajo ciertas condiciones climáticas.
Los Terrenales son mascotas elementales que te acompañan en el transcurso del juego, con Ursula en el elemento fuego, Ezra como el hielo, Alexander (en la versión inglesa)/Otfried (en la versión japonesa) como el viento, Tove como la tierra y otros elementos, en adición con Toasty (Otenko en la versión japonesa) como el elemento solar y Nero como el elemento oscuro, ambos únicamente habilitados para el cazador correspondiente. Los demás pueden ser usados para añadir un elemento seleccionado a las armas por un coste de energía.

## ParaSOL
El juego se basa en un juego del sistema de control de clima, conocido como el paraSOL. 
Tiene un termómetro, así como las medidas de saturación de agua y velocidad del viento. El tiempo se genera a partir del juego en sí, no de los locales fuera de medio ambiente. Hay 5 tipos conocidos de la meteorología: 
- Tropical suave
- Desierto árido
- Selva trópical
- húmedo continental
- Ártico glacial

Los efectos son los siguientes:
- Durante las tormentas de lluvia, el trueno le permitirá ver otros elementos invisibles, así como identificar imita. El nivel del agua también aumento en algunas zonas, el aumento de plataformas de madera y permitir que los héroes de alcanzar de otro modo inalcanzables temas y áreas.
- Para el período cubierto de nieve el tiempo, piscinas ácidas van a helar, lo que le permite cruzar en forma segura.
- En clima árido, algunas piscinas se evaporará y le permitirán acceder a los temas ocultos y zonas más allá de una vez que la temperatura llega a +30.
- En clima tropical, las plantas crecen y crecen de manera que puedan ser caminado, crear accesos directos a las vías y los temas ocultos.
- Durante los fuertes vientos, las alas delta le permitirá cruzar las grandes lagunas.
- Durante una granizada, tanto el reproductor y todos los enemigos se tratan una pequeña cantidad de daño continuo.

## Recepción
La recepción de Lunar Knights ha sido en su mayor parte, positiva, con examen de agregación de sitios como Game Rankings GameStats y colocar el juego en una media del 80 por ciento gama. Ambos IGN y VGRC cita a comparaciones con Castlevania (otra serie publicada por Konami) con IGN diciendo "Konami tiene ya un vampiro matando en forma de Castlevania, y aún cuando los argumentos y los universos son completamente independientes de cada otros, es difícil de ignorar las similitudes. " Si bien la mayoría de los comentarios parecen elogios Lunar Knights para el uso del parasol terrennial y sistemas, honesto jugadores dijo: "Trae algunas excelentes características de la serie, pero no para ponerlas en práctica en las mejores." Por otra parte, muchos abordó la cuestión con los controles del espacio de secuencias de disparo, con GameSpot llamando "tonto" y VGRC diciendo "Hubiera sido mucho mejor si pudiera controlar su barco con el D-pad, y el objetivo / con fuego el lápiz, pero por desgracia, ese no es el caso. " IGN ha llegado a decir sobre todo el espacio de secuencias de disparo ", mientras que desde luego, no terrible, ellos no son nada especial y hacer sentir un poco como con tachuelas en un diseño totalmente independiente del que no incorporadas así como en los ambientes". La revista Nintendo Power ha dado el juego de ocho de cada diez, y declaró que el juego podría haber utilizado más del rompecabezas del medio ambiente de la serie original.